# Филимонковское
Поселе́ние Филимо́нковское — бывшее муниципальное образование и административная единица со статусом поселение в составе Новомосковского административного округа Москвы. Вошло в состав столицы с 1 июля 2012 года в ходе реализации проекта по расширению города. Упразднено 8 мая 2024 года в процессе административно-территориальной реформы ТиНАО. Правопреемником поселения Филимонковское являются органы местного самоуправления и управа Филимонковского района.
Административный центр — деревня Верхнее Валуево.
Глава администрации Благов Дмитрий Александрович, глава поселения и председатель Совета депутатов Аришина Мария Васильевна.

## Географические данные
Общая площадь — 35,77 км². Муниципальное образование находится в юго-западной части Новомосковского административного округа и граничит:
- с районом Внуково города Москвы (на севере)
- с поселением Московский (на северо-востоке)
- с поселением Сосенское (на востоке)
- с поселением Десёновское (на востоке)
- с поселением Марушкинское (на западе и юго-западе)

По границе поселения проходит участок автодороги «Украина» (Киевское шоссе).

## Население
| 2010    | 2012    | 2013    | 2014  | 2015  | 2016  | 2017  | 2018  | 2019  | 2020  |
| ------- | ------- | ------- | ----- | ----- | ----- | ----- | ----- | ----- | ----- |
| 6217    | ↗6269   | ↗6491   | ↗6507 | ↗6581 | ↗6698 | ↗6724 | ↗6849 | ↗7026 | ↗8017 |
| 2021    | 2023    | 2024    |       |       |       |       |       |       |       |
| ↗14 833 | ↗16 237 | ↗17 811 |       |       |       |       |       |       |       |

### Национальный состав
По итогам переписи населения 2020 года проживали следующие национальности (национальности менее 0,1 % и другое, см. в сноске к строке «Другие»):
| Национальность | Численность, чел. | Доля     |
| -------------- | ----------------- | -------- |
| Русские        | 12 497            | 84,25 %  |
| Армяне         | 436               | 2,94 %   |
| Татары         | 181               | 1,22 %   |
| Азербайджанцы  | 102               | 0,69 %   |
| Украинцы       | 87                | 0,59 %   |
| Таджики        | 81                | 0,55 %   |
| Киргизы        | 68                | 0,46 %   |
| Узбеки         | 45                | 0,30 %   |
| Грузины        | 43                | 0,29 %   |
| Даргинцы       | 42                | 0,28 %   |
| Чуваши         | 30                | 0,20 %   |
| Чеченцы        | 25                | 0,17 %   |
| Лезгины        | 25                | 0,17 %   |
| Белорусы       | 22                | 0,15 %   |
| Мордва         | 22                | 0,15 %   |
| Корейцы        | 21                | 0,14 %   |
| Евреи          | 20                | 0,13 %   |
| Молдаване      | 19                | 0,13 %   |
| Казахи         | 17                | 0,11 %   |
| Немцы          | 16                | 0,11 %   |
| Ингуши         | 15                | 0,10 %   |
| Другие         | 1019              | 6,87 %   |
| Итого          | 14 833            | 100,00 % |

## Состав поселения
| №  | Населённый пункт | Тип населённого пункта          | Население |
| -- | ---------------- | ------------------------------- | --------- |
| 1  | Бурцево          | деревня                         | ↗36       |
| 2  | Валуево          | посёлок                         | ↘402      |
| 3  | Верхнее Валуево  | деревня, административный центр | ↗189      |
| 4  | Голенищево       | деревня                         | ↗16       |
| 5  | Кнутово          | деревня                         | ↗14       |
| 6  | Кончеево         | деревня                         | →2        |
| 7  | Марьино          | деревня                         | ↗247      |
| 8  | Марьино          | посёлок                         | ↗2301     |
| 9  | Нижнее Валуево   | деревня                         | ↗24       |
| 10 | Пушкино          | деревня                         | ↗104      |
| 11 | Радиоцентр       | посёлок                         | ↗305      |
| 12 | Середнево        | деревня                         | ↗21       |
| 13 | Староселье       | деревня                         | ↗30       |
| 14 | Филимонки        | посёлок                         | ↗2453     |
| 15 | Харьино          | деревня                         | ↗73       |

Также в состав поселения входят 3 жилых комплекса: Спортивный квартал, Благодать, Марьино-град.

## История
Филимонковский сельсовет был образован в 1929 году в составе Красно-Пахорского района (1946—1957 гг. — Калининский район) вновь образованной Московской области путём объединения Валуевского и Пенинского сельсоветов бывшей Десенской волости Подольского уезда.
Постановлением Московского областного исполнительного комитета от 17 июля 1939 года № 1559 и утверждающим его указом Президиума Верховного совета РСФСР от 17 августа 1939 года Филимонковскому сельсовету были переданы селения Базарово, Бурцево, Голенищево, Кончеево, Середнево, Староселье, Тишино и Харьино упразднённого Середневского сельсовета, а из состава сельсовета были выведены и переданы Десенскому сельсовету селения Пенино и Писково.
Решением Мособлисполкома от 14 июня 1954 года № 539 и утверждающим указом Президиума Верховного совета РСФСР от 18 июня 1954 года сельсовету была передана территория упразднённого Передельцевского сельсовета.
7 декабря 1957 года в связи с упразднением Калининского района Филимонковский сельсовет вошёл в состав Ленинского района Московской области.
В результате проведённых в августе 1960 года преобразований Ленинский район был упразднён, а Филимонковский сельсовет передан вновь образованному Ульяновскому району лесопаркового защитного пояса столицы, но вскоре часть сельсовета — населённые пункты Бурцево, Голенищево, Кнутово, Кончеево, Марьино, Середнево, Староселье и Харьино — были переданы Первомайскому сельсовету, вошедшему в состав Наро-Фоминского района Московской области.
В 1963 году Ульяновский район был упразднён и до начала 1965 года Филимонковский сельсовет находился в составе Звенигородского укрупнённого сельского района, после чего был передан восстановленному Ленинскому району, а в его состав из Первомайского сельсовета Наро-Фоминского района возвращены селения Бурцево, Голенищево, Кнутово, Кончеево, Марьино, Середнево, Староселье, Харьино, а также передана деревня Берёзки.
3 декабря 1965 года селения Румянцево и Саларьево были включены в состав Терешковского сельсовета.
Решением Мособлисполкома от 28 января 1977 года № 132 административный центр сельсовета был перенесён в деревню Передельцы.
В конце 1983 года населённые пункты Картмазово, Лапшинка, Мешково, посёлок Московский, Передельцы, Валуево, территории Валуевского лесопарка, хладокомбината и посёлка института полиомиелита были переданы образованному Московскому сельсовету Ленинского района, при этом административный центр Филимонковского сельсовета перенесён в селение Марьино.
Постановлением от 3 февраля 1994 года № 7/6 Московская областная дума утвердила положение о местном самоуправлении в Московской области, согласно которому сельсоветы как административно-территориальные единицы были преобразованы в сельские округа.
В 1999 году в Филимонковском сельском округе было 15 населённых пунктов — посёлки Валуево (адм. центр), Марьино, Радиоцентр и Филимонки, деревни Бурцево, Верхнее Валуево, Голенищево, Кнутово, Кончеево, Марьино, Нижнее Валуево, Пушкино, Середнево, Староселье и Харьино.
В рамках реформы местного самоуправления и в соответствии с Законом Московской области от 28 февраля 2005 года № 79/2005-ОЗ «О статусе и границах Ленинского муниципального района и вновь образованных в его составе муниципальных образований» на территории Ленинского района было образовано сельское поселение Филимонковское, в состав которого вошли 15 населённых пунктов позже упразднённого Филимонковского сельского округа.
С 1 июля 2012 года сельское поселение Филимонковское вошло в состав Новомосковского административного округа Новой Москвы, при этом из его названия было исключено слово «сельское».

## Местное самоуправление
Глава администрации поселения — Казакова Татьяна Николаевна.
Председатель совета депутатов — Колесникова Ольга Ивановна.